# Fuente Charco del Pavo

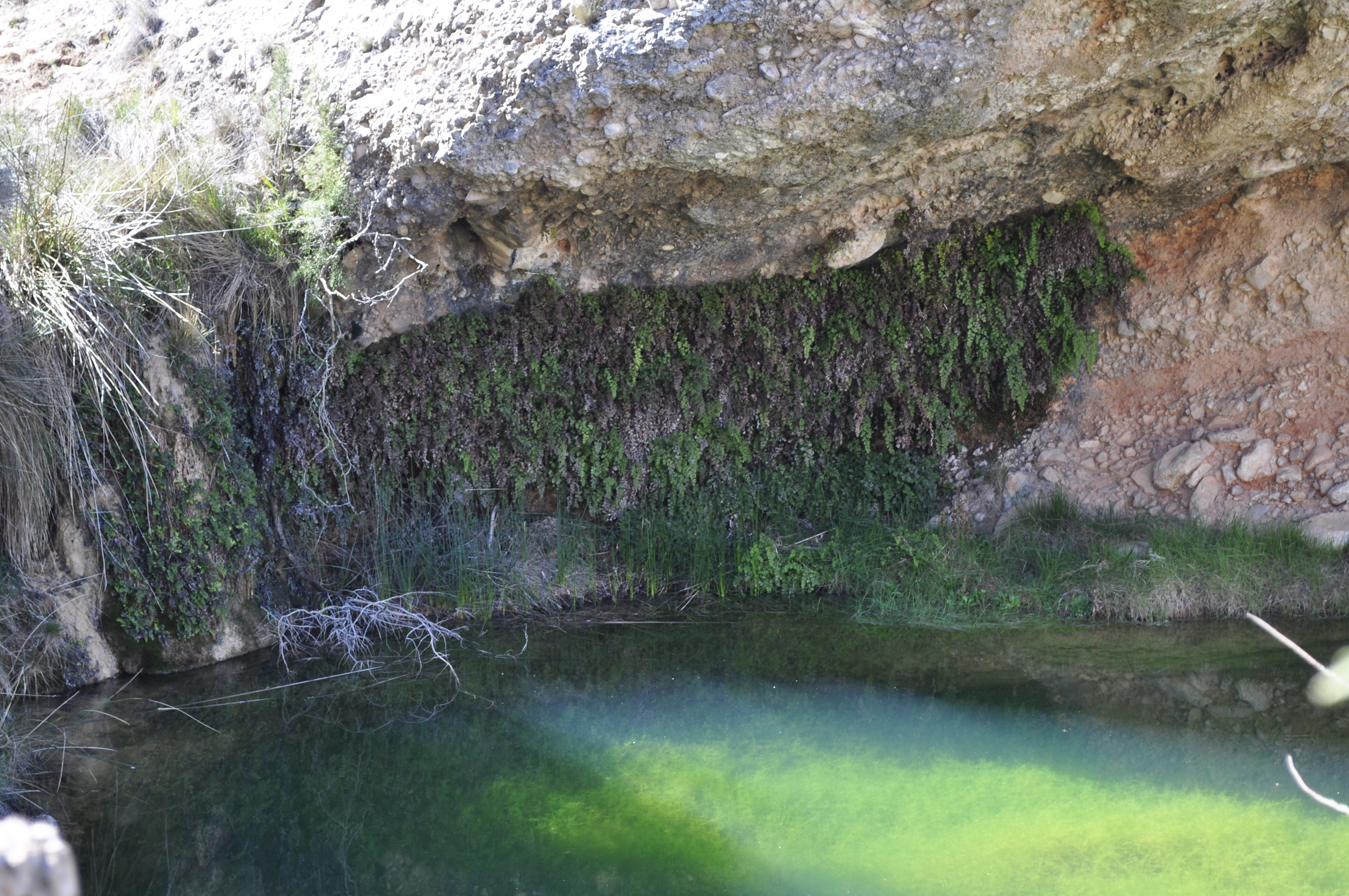
Charco del Pavo

La Fuente Charco del Pavo se encuentra en el cauce del Barranco del Hocino, paraje natural de la localidad manchega de Casas de Ves, provincia de Albacete.